# Riza Lushta

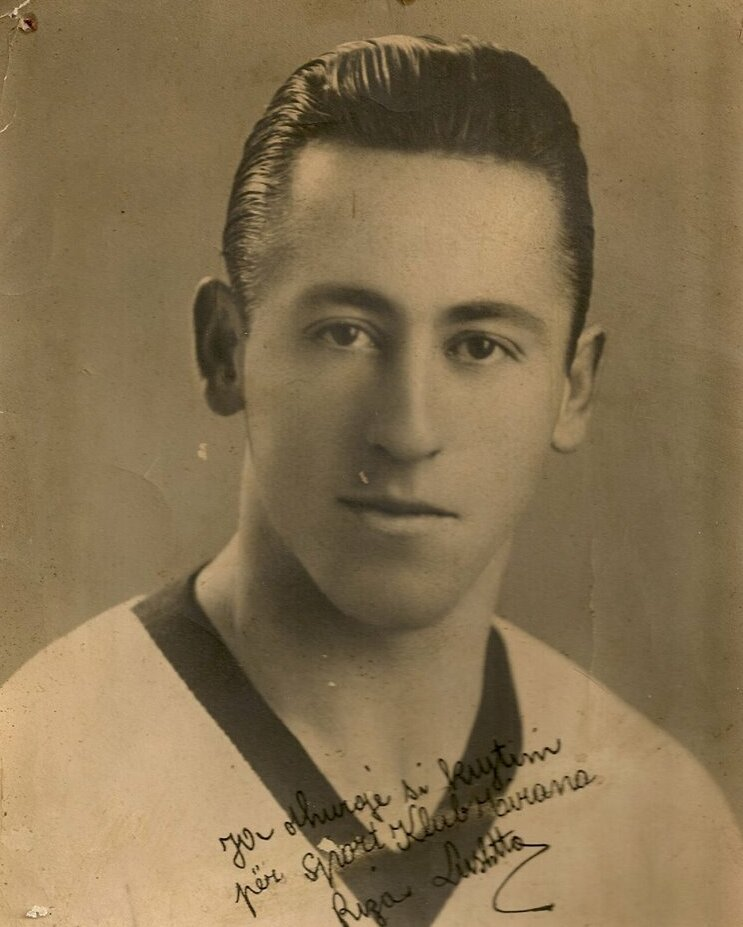
Riza Lushta in frühen Jahren

Riza Lushta (* 22. Januar 1916 in Kosovska Mitrovica, Königreich Serbien; † 6. Februar 1997) war ein albanischer Fußballspieler.
Der Stürmer startete seine Karriere als Jugendspieler bei KF Trepça und wechselte dann zum SK Tirana, mit dem er drei albanische Meistertitel (1934, 1936 und 1937) und den ersten albanischen Pokal (1938/39) holte. 1936 und 1937 war er Torschützenkönig. Spätere Stationen seiner Karriere waren die AS Bari, Juventus Turin (Coppa Italia 1941/42), die SSC Neapel, die US Alessandria, die AS Cannes, die AC Siena (3. Liga), der Forlì FC und die AC Rapallo (beide 4. Liga). Im Jahre 1954 beendete er seine aktive Laufbahn 38-jährig.
Insgesamt absolvierte Lushta 170 Partien in der Serie A und erzielte dabei 68 Tore. Trotzdem war er nicht in der albanischen Nationalmannschaft aktiv. Er starb im Alter von 81 Jahren. Heute ist ein Fußballstadion seiner Heimatstadt nach ihm benannt.

## Erfolge
- Albanischer Meister: 1934, 1936, 1937
- Albanischer Pokalsieger: 1938/39
- Coppa-Italia-Sieger: 1941/42
- Torschützenkönig der Albanischen Meisterschaft: 1936, 1937
- Torschützenkönig der Coppa Italia: 1941/42 mit 8 Toren